# دانشگاه آرائولو
دانشگاه آرائولو (فیلیپینی: Pamantasang Araullo) که با نام اختصاری آن " AU " یا به سادگی " Araullo " نیز نامیده می‌شود، یک مؤسسه آموزش عالی خصوصی و غیر فرقه ای در کاباناتان، نوئه‌وا اکیجا، فیلیپین است. این دانشگاه در سال ۱۹۵۰ تأسیس شد و طیف گسترده‌ای از برنامه‌های متوسطه، کارشناسی و کارشناسی ارشد را در دو پردیس خود ارائه می‌دهد.
شرکت فیلیپینی PHINMA با خریداری دانشگاه در سال ۲۰۰۴، شبکه آموزشی PHINMA را تأسیس کرد. همراه با کالج کاگایان د اورو (کاگایان د اورو)، دانشگاه ایلویلو (شهر ایلویلو)، دانشگاه پانگاسینان (داگوپان)، دانشگاه جنوب غربی (سیتی سبو)، کالج سنت جود (مانیل) و کالج جمهوری‌خواه (شهر کوزون)، دانشگاه آرائولو بخشی از جامعه دانشجویی بیش از ۷۴۰۰۰ نفری را تشکیل می‌دهد.

## دانشگاه‌های خواهرخوانده
- کالج کاگایان د اورو، کاگایان د اورو، فیلیپین
- دانشگاه ایلویلو، شهر ایلویلو، فیلیپین
- دانشگاه پانگاسینان، داگوپان، فیلیپین
- دانشگاه جنوب غربی، شهر سبو، فیلیپین